# 日本製鐵堺拓荒者
日本製鐵堺拓荒者（日语：日本製鉄堺ブレイザーズ）是一支位於日本大阪府堺市的男子排球俱樂部。目前參賽於SV聯賽。成立於1939年，俱樂部的業主為日本製鐵。

## 概要
日本製鐵子公司「Blazers體育俱樂部」所經營的職業體育俱樂部，其前身是以新日本製鐵堺制鐵所作爲據點的實業隊「新日鐵開拓者隊」。球隊成立於1939年，成立初期以福岡縣八幡市(現北九州市)的日本製鐵八幡制鐵作爲據點。
從日本聯賽（現SV聯賽、前V聯賽及V超級聯賽）第1屆開始參賽。由八幡制鐵至新日鐵時代開始獲得的全國冠軍頭銜共有54次，創下了歷史最高紀錄。
訓練場設在日本製鐵堺體育館。主場比賽在堺市的大濱大神競技場、堺市金岡公園體育館及日本製鐵堺體育館，而副主場為和歌山市的和歌山縣立體育館、北九州市的北九州市立綜合體育館等地舉行。

## 戰績

### 主要戰績
SV聯賽/日本排球聯賽/V聯賽/V超級聯賽/V・LEAGUE Division1 

- 冠軍17次（1967年、1973-1976年、1978-1980年、1982年、1988-1990年、1996年、1997年、2005年、2010年、2012年）

黑鷲旗全日本選拔大會 

- 冠軍14次（1952年、1953年、1957年、1960年、1967年、1974-1977年、1980年、1984年、1988-1990年）

全日本總合（6人制） 

- 冠軍6次（1958-1959年、1973年、1975-1976年、1979年）

國民體育大會成年男子（6人制） 

- 冠軍3次（1975年、1980年、1997年）

國民體育大會一般男子（9人制） 

- 冠軍3次（1950年、1952年、1959年）

NHK杯 

- 冠軍2次（1975-1976年）

全日本總合（9人制） 

- 冠軍2次（1952年、1958年）

全日本實業團（6人制） 

- 冠軍1次（1961年）

全日本實業團（9人制） 

- 冠軍5次（1950-1951年、1958-1959年、1962年）

## 選手、職員(2024-25球季)

### 職員表
| 職稱       | 姓名       | 備註 |
| ---------- | ---------- | ---- |
| 部長       | 長谷川博之 |      |
| 副部長     | 清川健一   |      |
| 總教練     | 北島武     |      |
| 教練       | 千千木駿介 |      |
| 教練       | 安藤誠弥   |      |
| 選手兼教練 | 松本慶彥   |      |
| S&C訓練員  | 阪本敏夫   |      |
| 隊醫       | 中川祐斗   |      |
| 分析師     | 貫井省吾   |      |
| 球隊經理   | 木本健太   | 新任 |
| 翻譯       | 堀井京子   |      |
| 宣傳       | 藤野翔太   |      |
| 宣傳       | 大森大     |      |

## 外部連結
- 官方網站 （页面存档备份，存于）